# Безодня (притока Усті)
Безо́дня — річка в Україні, Рівненській області, Здолбунівському районі, притока Усті, басейн Горині.

## Розташування
Бере початок на Мізоцькому кряжі поблизу села Уїздці, впадає в річку Устя у місті Здолбунів.

## Опис
Довжина 13 км, похил річки 3,2 м/км. Протікає у північно-східному напрямі, утворює заплаву. Повністю протікає Здолбунівським районом.
На річці розташовані села Уїздці, Коршів, Лідава, Здовбиця та місто Здолбунів.